# Proton VPN
ProtonVPN is een VPN-provider die onderdeel is van het Zwitserse bedrijf Proton AG. ProtonVPN is een no-log VPN met servers in meer dan 70 landen. De dienst maakt gebruik van AES-256-encryptie en van verschillende VPN-protocollen, zoals OpenVPN, IKEv2 en WireGuard. Daarnaast stelt het bedrijf ook een Stealth-protocol beschikbaar om censuur te omzeilen.
ProtonVPN is beschikbaar voor Windows, MacOS, Linux, Android, iOS en ChromeOS. Ook kan men ProtonVPN installeren op een draadloze router.
ProtonVPN heeft in 2022 een onafhankelijke audit ondergaan door het Europese online security-bedrijf Securitum. In deze audit is bevestigd dat de VPN-provider een no-logbeleid heeft en geen negatief effect heeft op de privacy van de gebruiker.
Sinds 2020 is de software van de provider open source. Iedere ontwikkelaar kan daardoor de code inzien en controleren op veiligheid.

## Verdere diensten
Naast ProtonVPN biedt Proton AG ook een beveiligde mailservice (ProtonMail), een agenda (ProtonCalendar), cloud-opslag (ProtonDrive) en een wachtwoordmanager (ProtonPass).